# Râul Valea Roșilor
Râul Valea Roșilor este un curs de apă, afluent al râului Racovița. 